# Divizia 115 Infanterie rusă (1916-1918)
Divizia 115 Infanterie (rusă 115-я пехотная дивизия) a fost una din marile unități tactice ale Armatei Țariste, participantă la acțiunile militare de pe frontul românesc, în timpul Primului Război Mondial. În această perioadă, a fost comandată de generalul maior Lev Lvovici Baikov.:pp. 181-182 În compunerea diviziei intrau două brigăzi de infanterie (a două regimente fiecare) și o brigadă de artilerie.
În campania anului 1916 de pe teritoriul României a luat parte la Bătălia de pe aliniamentul Rasova-Cobadin-Tuzla și Luptele de pe aliniamentul Topalu-Tașaul. :passim